# Hollywood Canteen
Ne doit pas être confondu avec Hollywood Canteen (film).
L'Hollywood Canteen est une cafétéria créé par Bette Davis et John Garfield, établie au 1451 Cahuenga Boulevard à Hollywood sur la côte Ouest des États-Unis entre le 3 octobre 1942 et le 22 novembre 1945 (Thanksgiving Day) comme un club offrant à la fois du divertissement et de la nourriture aux militaires de retour de mission pendant la Seconde Guerre mondiale.
Bien que la majorité des visiteurs fût constituée de militaires américains, la Canteen était ouverte aux militaires des pays alliés ainsi qu'aux femmes de toutes les branches. Le seul ticket d'admission était l'uniforme et tout y était gratuit.
La contrepartie sur la côte Est était la Stage Door Canteen à New York, qui présentait les étoiles de Broadway et a également été célébré dans un film, Stage Door Canteen.

## Description
Ce lieu fut créé par Bette Davis et John Garfield aux côtés du compositeur Jules C. Stein (en), président de Music Corporation of America, qui dirigea le comité financier. Bette Davis consacra beaucoup de temps et d'énergie au projet et en fut la présidente.
Le coût des travaux et des matériaux de rénovation fut pris en charge par les membres de différentes guildes et syndicats de l'industrie du divertissement. La cafétéria était uniquement gérée par des volontaires venus du monde du spectacle. Plus de 3 000 stars, interprètes, réalisateurs, producteurs, danseurs, musiciens, chanteurs, scénaristes, techniciens, costumiers, coiffeurs, agents, attachés de presse, secrétaires et autres personnels de la radio et de la télévision furent enregistrés comme volontaires. Par exemple, les pensionnaires du Hollywood Studio Club s'y impliquèrent. En juin 1943, Gene Tierney, alors enceinte, y effectue ce qui sera son unique visite : y contractant la rubéole, elle connaît une fin de grossesse prématurée, et son enfant est lourdement handicapé.
De nombreuses stars se portèrent volontaires pour servir aux tables, cuisiner et nettoyer. Le 15 septembre 1943, le millionième visiteur franchit la porte de l'Hollywood Canteen. Ce soldat chanceux, le sergent Carl Bell, reçut un baiser de Betty Grable.
Un hall d'honneur fut consacré aux acteurs de cinéma ayant servi dans l'armée. La plupart de ces acteurs, alors en permission, passèrent aider la cafétéria.
En 1944, les studios Warner Bros. tournèrent le film Hollywood Canteen, réalisé par Delmer Daves, dans lequel apparaissent de nombreux acteurs et actrices dans leur propre rôle.
À sa fermeture, le nombre d'hôtes fut estimé à trois millions de militaires. 

## Personnalités volontaires
Liste de célébrités ayant offert leurs services à l'Hollywood Canteen :
- Bud Abbott & Lou Costello
- June Allyson
- Eddie Anderson
- The Andrews Sisters
- Dana Andrews
- Eve Arden
- Louis Armstrong
- Desi Arnaz
- Fred Astaire
- Lauren Bacall
- Lucille Ball
- Tallulah Bankhead
- Lynn Bari
- Diana Barrymore
- Lionel Barrymore
- Anne Baxter
- Wallace Beery
- William Bendix
- Joan Bennett
- Jack Benny
- Edgar Bergen
- Mel Blanc
- Ann Blyth
- Humphrey Bogart
- Ray Bolger
- Beulah Bondi
- Walter Brennan
- Fanny Brice
- Joe E. Brown
- George Burns & Gracie Allen
- James Cagney
- Cab Calloway
- Rod Cameron
- Eddie Cantor
- Judy Canova
- Kitty Carlisle
- Jack Carson
- Marguerite Chapman
- Charles Coburn
- Claudette Colbert
- Jerry Colonna
- Ronald Colman
- Perry Como
- Gary Cooper
- Jackie Cooper
- Bing Crosby
- Joan Crawford
- George Cukor
- Robert Cummings
- Xavier Cugat
- Cass Daley
- Dorothy Dandridge
- Linda Darnell
- Yvonne De Carlo
- William Demarest
- Olivia de Havilland
- Marlene Dietrich
- Jimmy Dorsey
- Tommy Dorsey
- Irene Dunne
- Jimmy Durante
- Deanna Durbin
- Nelson Eddy
- Faye Emerson
- Dale Evans
- Jinx Falkenburg
- Alice Faye
- Gracie Fields
- Errol Flynn
- Kay Francis
- Joan Fontaine
- Glenn Ford
- John Ford
- Clark Gable
- Eva Gabor
- Ava Gardner
- Judy Garland
- Greer Garson
- Betty Grable
- Cary Grant
- Kathryn Grayson
- Sydney Greenstreet
- Paulette Goddard
- Benny Goodman
- Jack Haley
- Phil Harris
- Moss Hart
- Dick Haymes
- Susan Hayward
- Rita Hayworth
- Paul Henreid
- Katharine Hepburn
- William Holden
- Bob Hope
- Hedda Hopper
- Lena Horne
- Edward Everett Horton
- Ruth Hussey
- Betty Hutton
- Harry James
- Gloria Jean
- Van Johnson
- Al Jolson
- Jennifer Jones
- Danny Kaye
- Buster Keaton
- Ruby Keeler
- Gene Kelly
- Evelyn Keyes
- Andrea King
- Kay Kyser
- Alan Ladd
- Bert Lahr
- Angela Lansbury
- Veronica Lake
- Hedy Lamarr
- Dorothy Lamour
- Carole Landis
- Frances Langford
- Pinky Lee
- Mervyn LeRoy
- Joan Leslie
- Ted Lewis
- Beatrice Lillie
- June Lockhart
- Anita Loos
- Peter Lorre
- Myrna Loy
- Bela Lugosi
- Ida Lupino
- Diana Lynn
- Jeanette MacDonald
- Irene Manning
- Groucho Marx
- Herbert Marshall
- Victor Mature
- Elsa Maxwell
- Hattie McDaniel
- Roddy McDowall
- Butterfly McQueen
- Ann Miller
- Glenn Miller
- Carmen Miranda
- Maria Montez
- George Montgomery
- Dennis Morgan
- Ken Murray
- The Nicholas Brothers
- Jack Oakie
- Margaret O'Brien
- Maureen O'Hara
- Donald O'Connor
- Merle Oberon
- Eleanor Parker
- Louella Parsons
- Gregory Peck
- Mary Pickford
- Walter Pidgeon
- Dick Powell
- Eleanor Powell
- Jane Powell
- William Powell
- Anthony Quinn
- George Raft
- Claude Rains
- Basil Rathbone
- Martha Raye
- Ronald Reagan
- Donna Reed
- Bill « Bojangles » Robinson
- Edward G. Robinson
- Ginger Rogers
- Roy Rogers
- Cesar Romero
- Mickey Rooney
- Jane Russell
- Rosalind Russell
- Ann Rutherford
- S.Z. Sakall
- Ann Savage
- Randolph Scott
- Toni Seven
- Norma Shearer
- Ann Sheridan
- Dinah Shore
- Sylvia Sidney
- Phil Silvers
- Ginny Simms
- Frank Sinatra
- Red Skelton
- Alexis Smith
- Kate Smith
- Ann Sothern
- Jo Stafford
- Barbara Stanwyck
- Craig Stevens
- James Stewart
- Leopold Stokowski
- Robert Taylor
- Shirley Temple
- Danny Thomas
- Gene Tierney
- Martha Tilton
- Claire Trevor
- Lana Turner
- Spencer Tracy
- Gloria Vanderbilt
- Beryl Wallace
- Nancy Walker
- John Wayne
- Clifton Webb
- Orson Welles
- Paul Whiteman
- Chill Wills
- Marie Wilson
- Jane Withers
- Jane Wyman
- Rudy Vallee
- Lupe Vélez
- Loretta Young
- Vera Zorina